# Vengeance (2005)
Vengeance (2005) foi um evento em pay-per-view de luta livre profissional produzido pela World Wrestling Entertainment (WWE), que foi patrocinado pelo jogo eletrônico da THQ, Juiced. Aconteceu em 26 de junho de 2005, no Thomas & Mack Center em Paradise, Nevada. Este foi a quinta edição na cronologia do Vengeance. Contou com a participação dos lutadores do programa Raw.

## Antes do evento
Vengeance teve combates de luta profissional de diferentes lutadores com rivalidades e histórias pré-determinadas, que se desenvolveram no Raw e SmackDown — programas de televisão da WWE. Os lutadores interpretaram um vilão ou um mocinho seguindo uma série de eventos para gerar tensão, culminando em várias lutas.

## Resultados
| Nº                                          | Resultados                                                                                | Estipulações                                            | Tempo |
| ------------------------------------------- | ----------------------------------------------------------------------------------------- | ------------------------------------------------------- | ----- |
| Heat                                        | Rosey e The Hurricane (c) (com Super Stacy) derrotaram The Heart Throbs (Antonio e Romeo) | Luta de duplas pelo World Tag Team Championship         | N/A   |
| 1                                           | Carlito (c) derrotou Shelton Benjamin                                                     | Luta individual pelo WWE Intercontinental Championship  | 12:50 |
| 2                                           | Victoria derrotou Christy Hemme                                                           | Luta individual                                         | 5:06  |
| 3                                           | Kane derrotou Edge (com Lita)                                                             | Luta individual                                         | 11:13 |
| 4                                           | Shawn Michaels derrotou Kurt Angle                                                        | Luta individual                                         | 26:13 |
| 5                                           | John Cena (c) derrotou Christian e Chris Jericho                                          | Luta triple threat pelo WWE Championship                | 15:20 |
| 6                                           | Batista (c) derrotou Triple H                                                             | Luta Hell in a Cell pelo World Heavyweight Championship | 26:55 |
| (c) – Refere-se aos campeões antes da luta. |                                                                                           |                                                         |       |